# Gerd Gebhardt
Gerd Gebhardt (Francoforte sul Meno, 27 gennaio 1951) è un produttore discografico tedesco conosciuto come cofondatore del premio musicale tedesco Echo nel 1992.

## Biografia
Dopo aver terminato la scuola di Francoforte e un collegio di tre anni scolastici Gebhardt ha completato la sua formazione come impiegato commerciale. Nel 1960 ha lavorato come disc jockey e suonava la chitarra in una band. Nel 1971 ha iniziato a lavorare in un club e promoter radiofonico presso la casa discografica CBS Records, dove ha scritto dei testi musicali, fra le altre cose. Infine, è stato Responsabile del Servizio Promozione e Responsabile di artisti internazionali e di repertorio. Dipendenti grazie a Gebhardt appartenevano alla CBS nel 
1970, i pionieri della discoteca soul e le Phillysounds in Germania. In più, Gebhardt ha organizzato campagne di pubbliche relazioni per Nina Hagen, Spliff e Nena. Nel 1983 si recò come Direttore Marketing di WEA Music, dove è stato vice direttore generale nel 1989. Nel 1990 è diventato amministratore delegato di Warner Music Germany e WEA Music. Nel 1992, ha condotto insieme a Oliver Renelt il premio di musica Echo per la vita, è ora considerato come l'equivalente tedesco per l'American Grammy Awards ed è uno dei più prestigiosi premi musicali del mondo. Dal 1997 al 
2001 Gebhardt, è direttore della Warner Music in Europa centrale ed Europa settentrionale. Dal 2001 al 2005 è stato presidente della Federazione dell'industria musicale. Oggi ricopre la carica di produttore eco esecutivo della Deutsche Phono-Akademie, è il bordo 24-7 Entertainment e Presidente del Consiglio consultivo presso la Music Foundation . È sposato e ha un figlio.

## Premi
Nel 2011 Gebhardt è stato premiato per i suoi servizi per l'industria della musica tedesca con un Echo onorario.

## Opere
Nel 2010: Chi è la storia del pop: la cultura musicale nel nuovo millennio (con Jürgen Stark). Bosworth Music GmbH.

## Letteratura
Personale: Gerd Gebhardt in: Berliner Morgenpost, 5 giugno 2008.
Bernd Gockel: L '"Echo" è di 20, intervista con il produttore Gerd Gebhardt. Rolling Stone: 23 marzo 2011.
| Controllo di autorità | VIAF (EN) 268893688 · ISNI (EN) 0000 0003 5651 9074 · LCCN (EN) n2012050693 · GND (DE) 1016021801 |